# 퍼햅스 러브
《퍼햅스 러브》 (중국어: 如果·愛/영어: Perhaps Love)는 2005년 홍콩영화이다. 홍콩영화계에서는 오랜만에 선보이는 뮤지컬 영화이다. 감독은 《첨밀밀》 의 천커신이다. 62회 베니스국제영화제 개막작으로 선정되었다. 2006년 홍콩 금상장에서 여우주연상 등 6개분을 수상했다. 《대장금》 으로 중화권에서도 지명도를 높인 지진희가 출연하여 화제가 되었다.

## 줄거리
중국인 감독 니에원은 자신의 여자친구인 배우 쑨나와 홍콩 배우 지엔둥을 주연으로 뮤지컬 영화를 제작하기로 한다. 니에원은 알지 못하지만, 쑨나는 10년 전 베이징의 카바레 가수 시절 영화학도였던 지엔둥과 짧은 연애를 했었다. 그러나 현재 톱스타가 된 쑨나는 과거를 부정한다. 
니에원은 기억을 잃고 서커스단과 함께 살게 된 소녀 이야기를 다룬 뮤지컬 영화를 만들고, 쑨나는 기억상실증에 걸린 소녀를, 지엔둥은 잃어버린 과거를 되찾으려는 남자를 연기한다. 영화 촬영이 진행되면서 현실과 영화 속 이야기가 뒤섞인다. 지엔둥은 쑨나의 사랑을 되찾으려 애쓰고, 니에원은 두 사람의 과거를 알게 된다. 니에원은 영화 속에서 불가능한 사랑에 집착하는 서커스단 단장 역을 맡는다.
영화의 결말에서 모든 등장인물, 특히 지엔둥은 과거를 잊고 현재에 충실해야 한다는 사실을 깨닫고 성장한다.

## 출연진
- 장학우 - 니에원
- 저우쉰 - 쑨나
- 가네시로 다케시 - 지엔
- 지진희 - 몬티
- 오군여 - 지엔의 매니저
- 증지위 - 제작자

## 한국판 성우진(KBS)
- 김승준 - 지엔 (카네시로 타케시)
- 은미 - 쑨나 (주신)
- 오세홍 - 니에원 (장학우)
- 구자형 - 몬티 (지진희)
- 김소형 - 제작자 (증지위)
- 은정 - 지엔의 매니저 (오군여)
- 최창석 - 지엔의 친구 (장한) / 기자 / 영화 제작진
- 방우호 - 영화 제작진 (진세등) / 기자
- 주재규 - 호텔 직원 (진동민) / 기자 / 영화 제작진
- 박지윤 - 배우 (양재미) / 영화 제작진
- 윤승희 - 영화 제작진 (여효임)

## 영화정보
- 《대장금》 의 지진희가 이 영화에 출연하며 한류스타의 일원이 되었다.

## 수상정보
- 25회 홍콩 금상장 여주주연상 (주신) 수상
- 43회 대만 금마장 감독상 (천커신), 여우주연상 (주신) 수상